# Baldachin

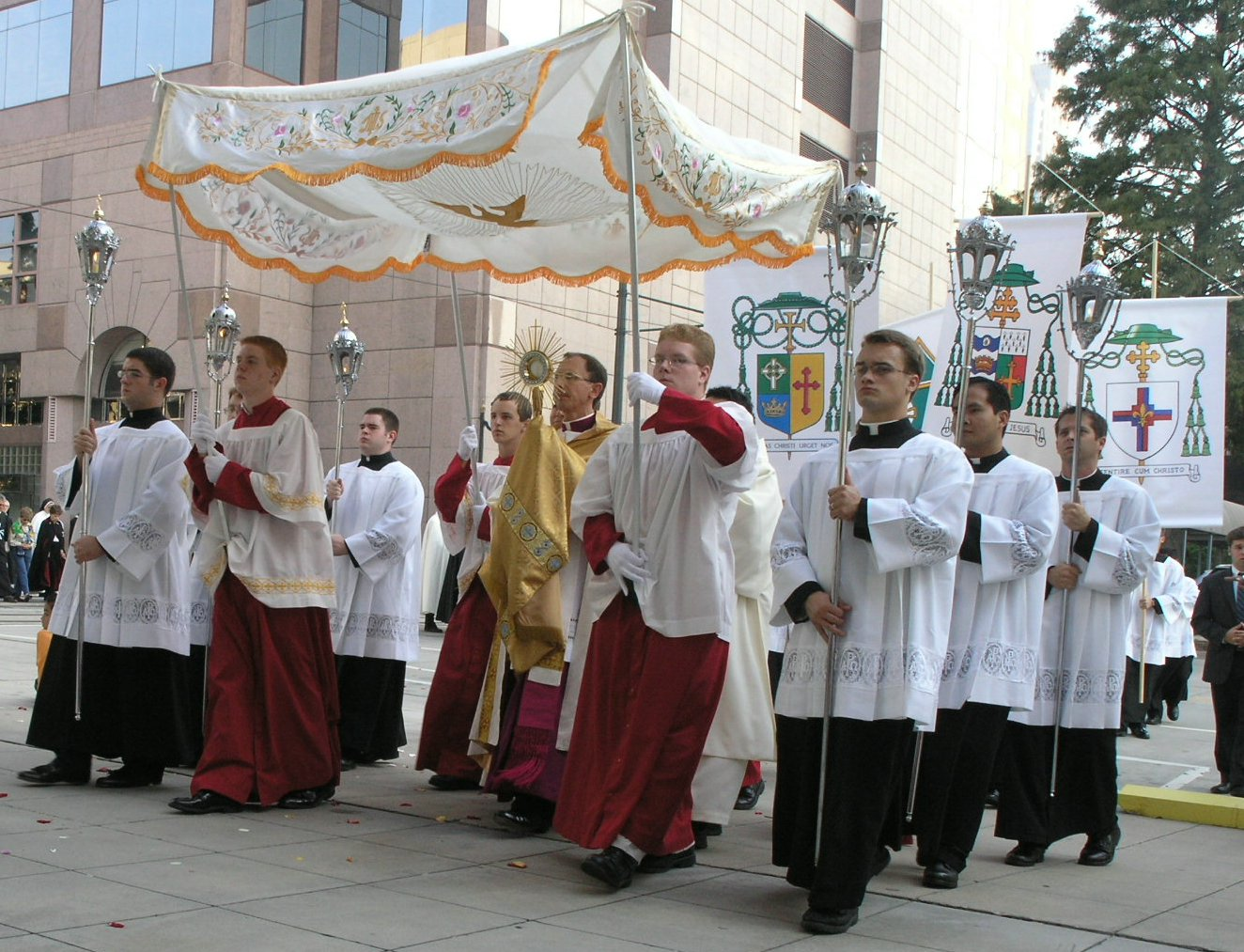
Baldachin als Traghimmel bei einer eucharistischen Prozession

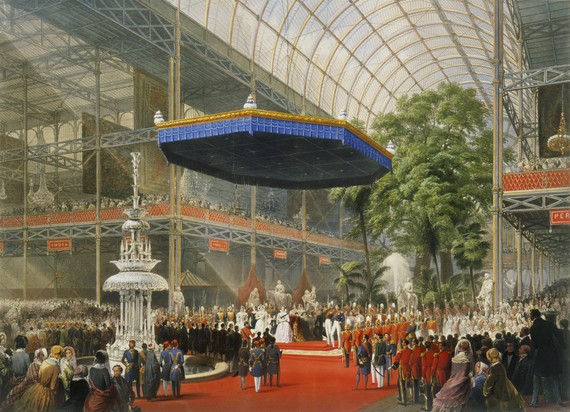
Frei hängender Baldachin zur Eröffnung der Weltausstellung 1851 im Londoner Kristallpalast

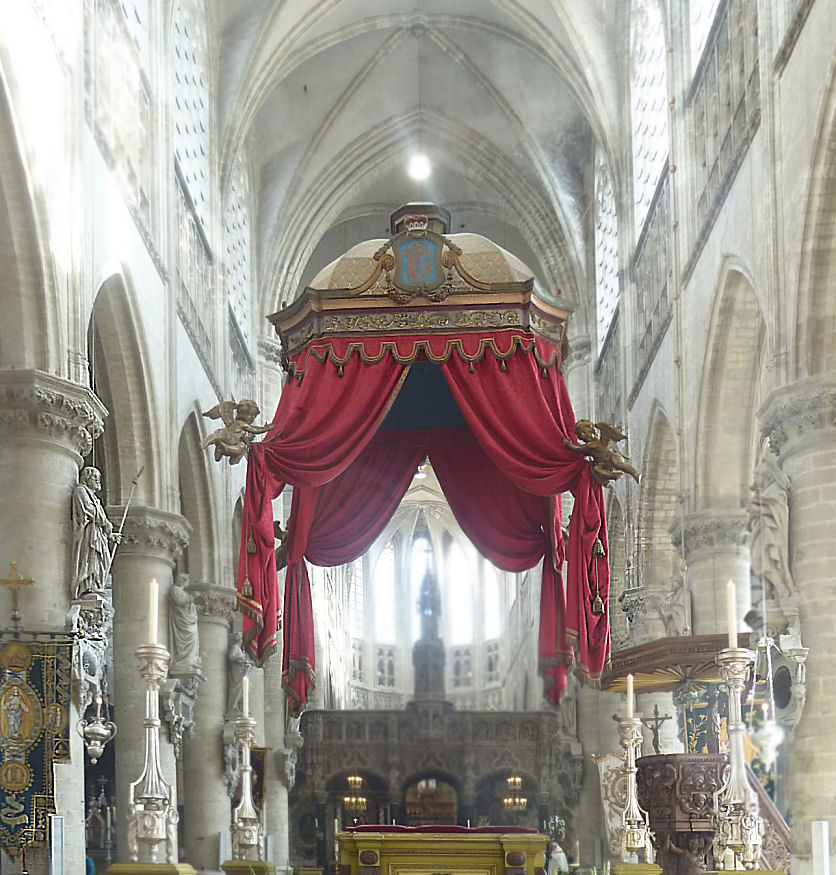
Frei hängender Baldachin als Ziborium über dem Altar von Sankt Gummarus in Lier (Belgien)

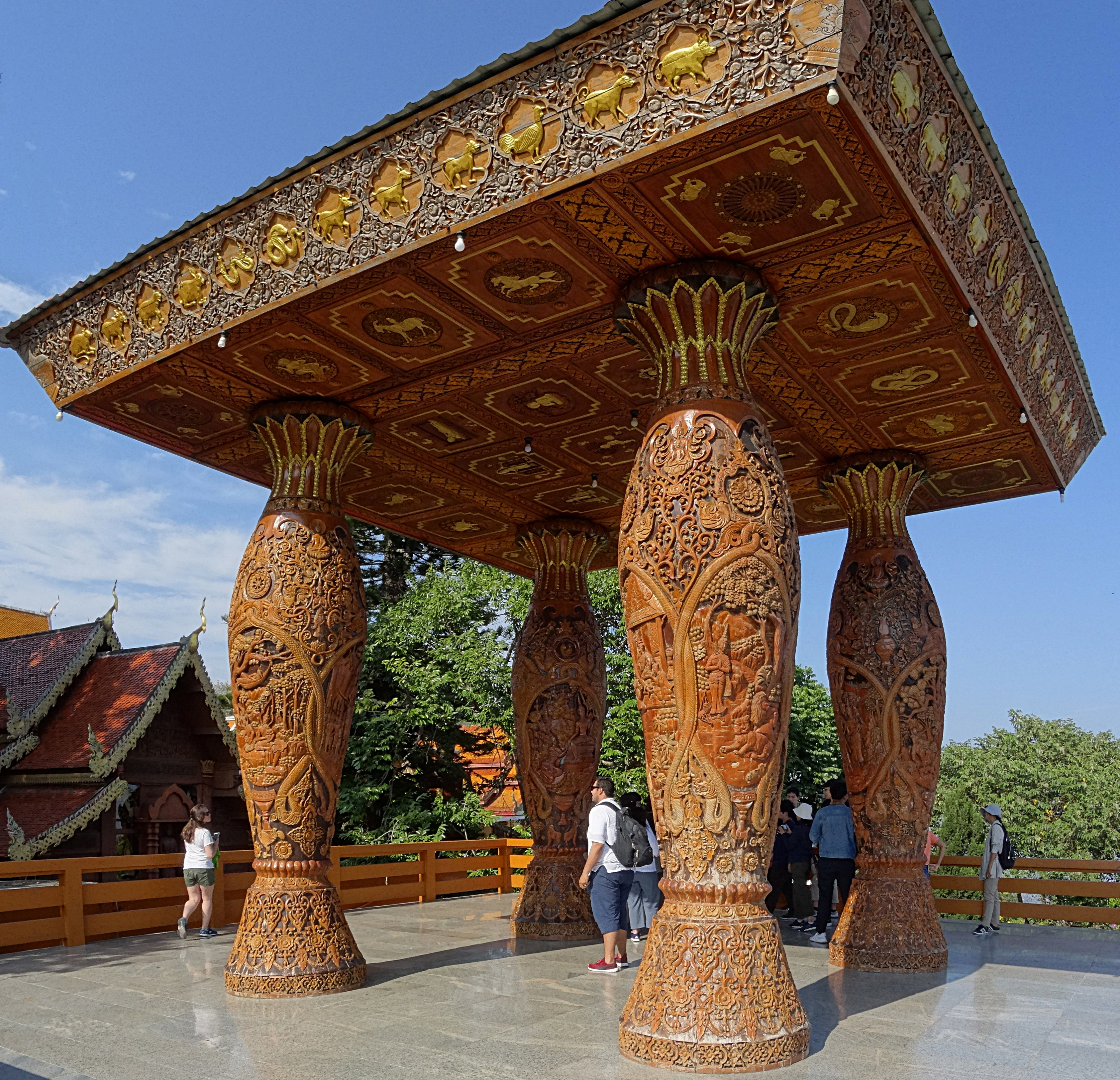
Prunkvolles Zierdach im Wat Phra That Doi Suthep

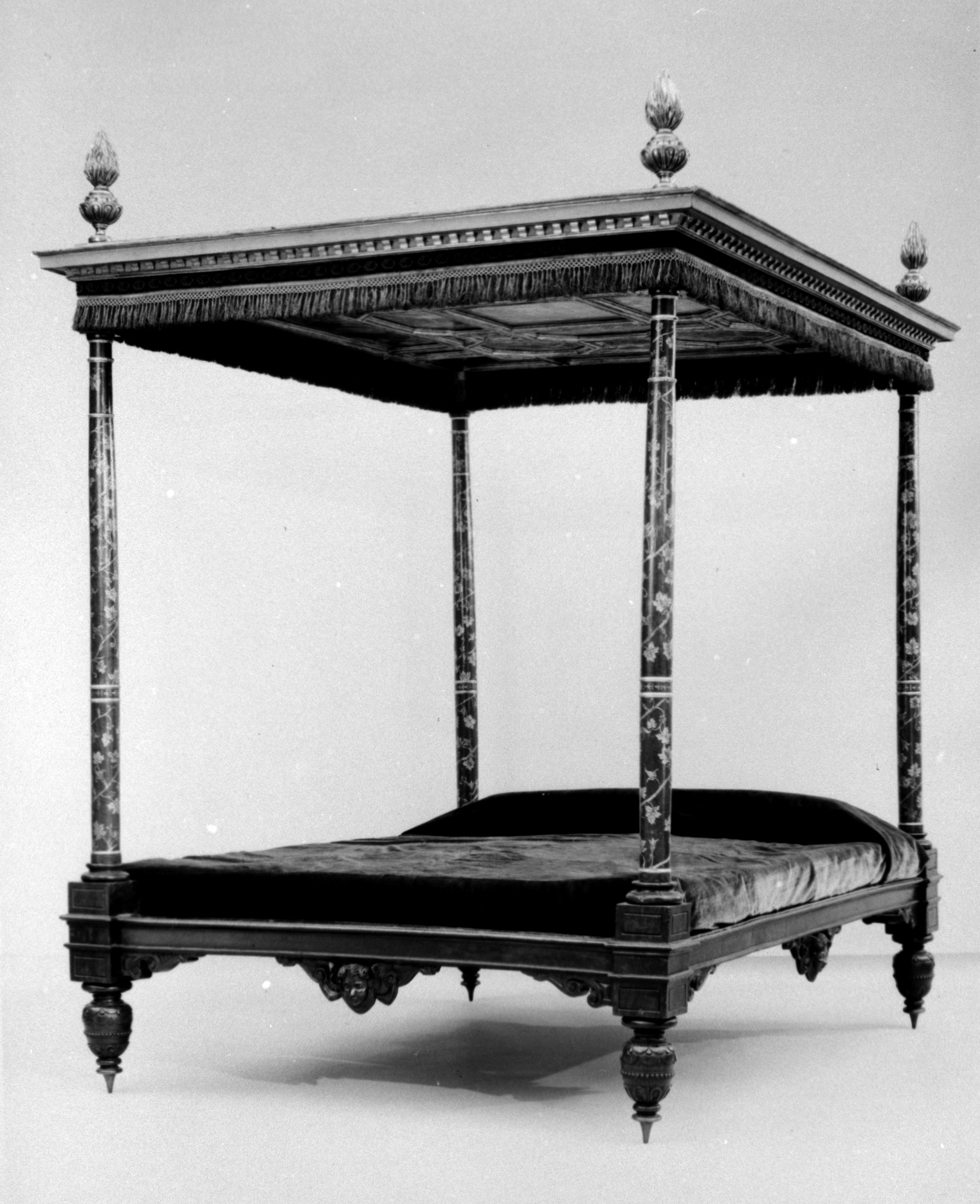
Bettgestell mit Baldachin. Säulenbett, 16./17. Jh., Italien, im Metropolitan Museum of Art

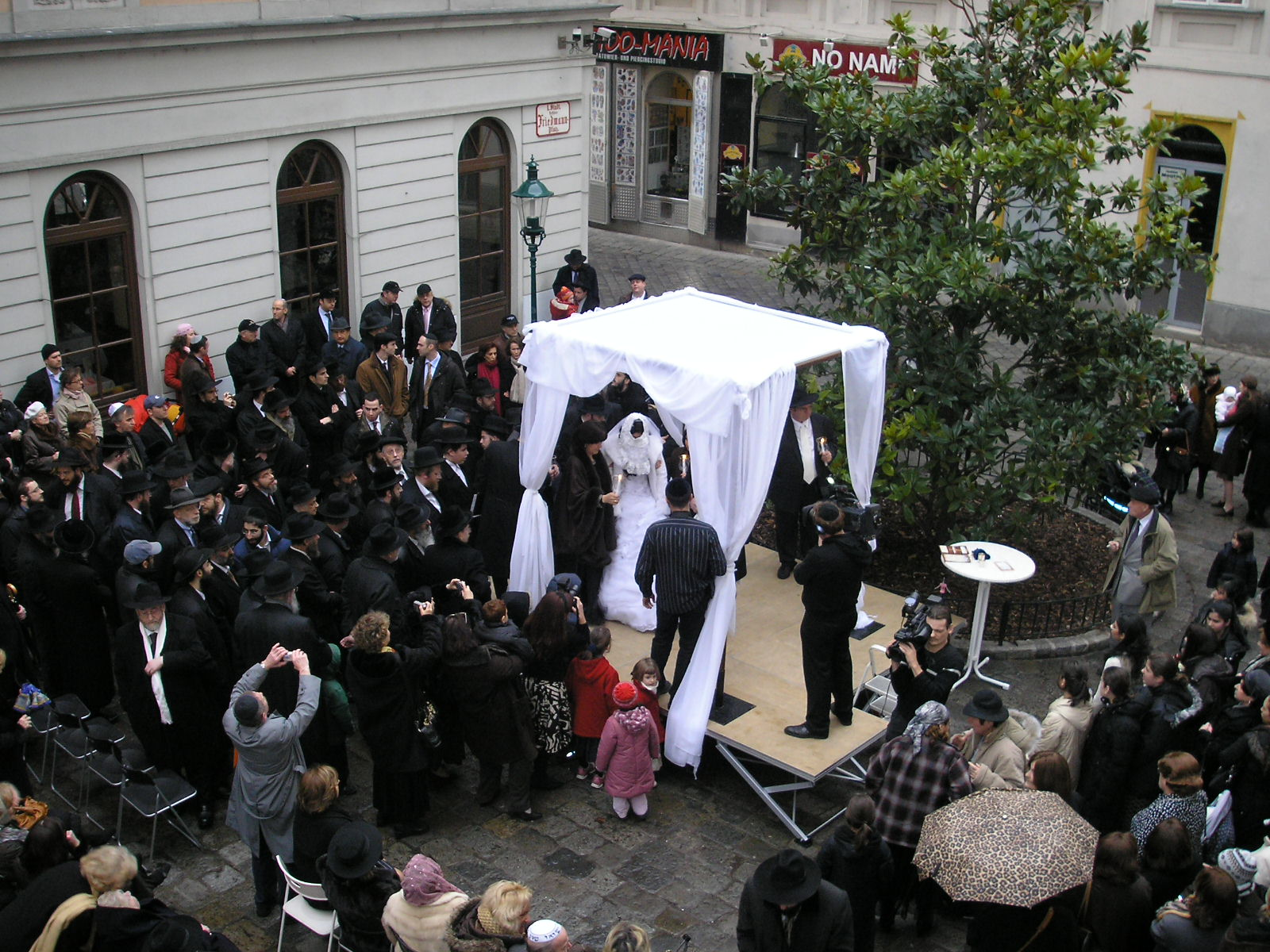
Jüdische Chuppa in Wien (2007)

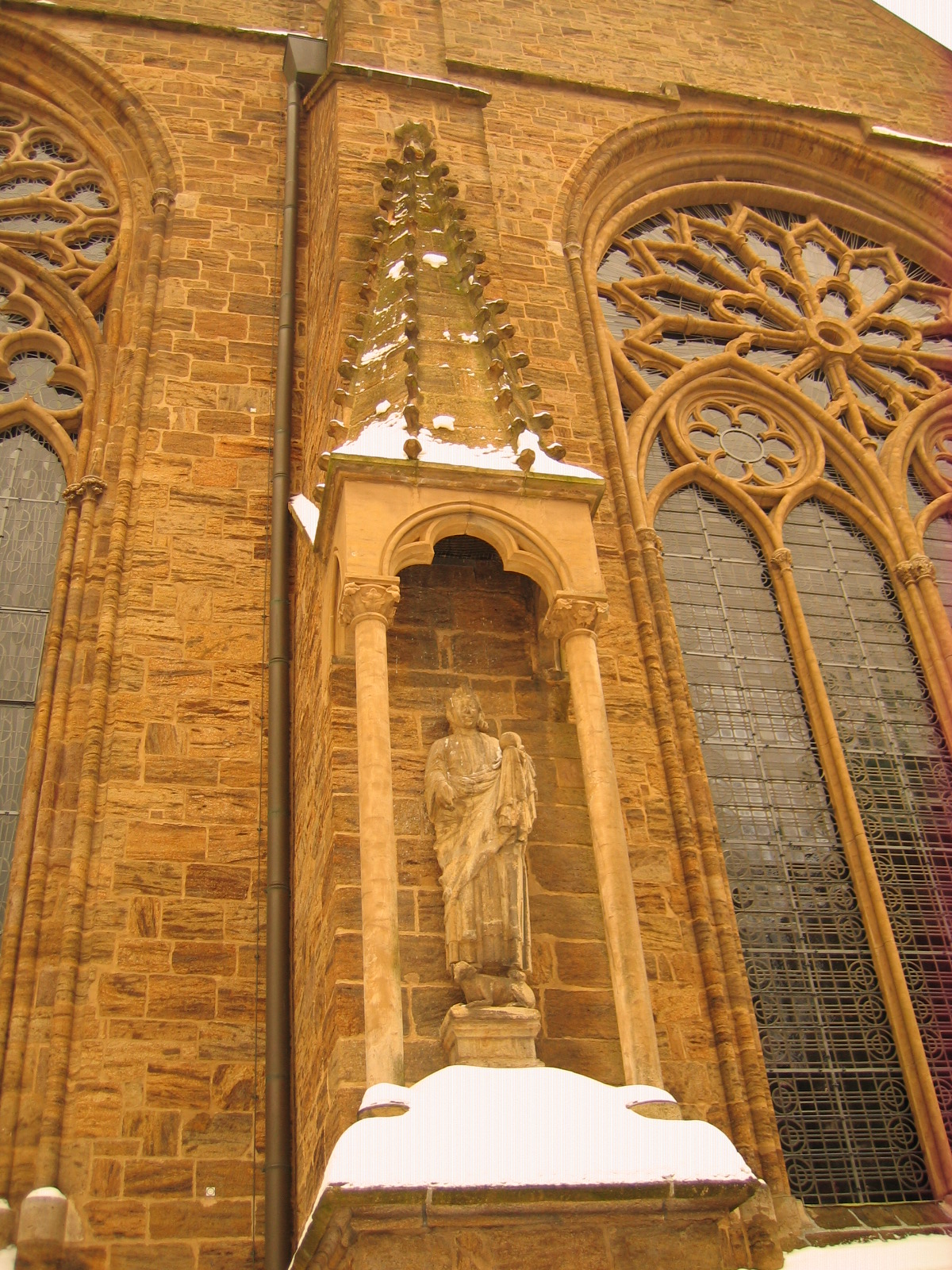
Baldachin als Element der Architektur: Steinbaldachin am Mindener Dom über einer Statue Heinrichs VI.

Ein Baldachin, auch Himmel genannt, ist entweder ein Traghimmel – ein schirmartiges Sonnen- und Zierdach, das bei kirchlichen Prozessionen über der Monstranz getragen wird (lateinisch caelum gestatorium) – oder ein fest montiertes Prunk- und Zierdach für Throne, Bischofssitze, Altäre, Betten und anderes. Baldachine können auch an einer Raumdecke aufgehängt sein. In der Architektur bezeichnet der Begriff steinerne Zierdächer, etwa über Denkmälern oder Kanzeln, oder schmuckvolle Giebel. Darüber hinaus gibt es übertragene Wortbedeutungen.
Im kirchlichen Bereich werden verschiedene Formen des Baldachins auch als Conopeum bezeichnet.

## Wortherkunft
Baldachine wurden ursprünglich aus Brokatstoff gefertigt. Das Wort Baldachin leitet sich von italienisch baldacchino, mittelhochdeutsch baldekin ab und bezeichnete ursprünglich einen in Baldach (mittellateinisch für Bagdad) gefertigten Goldbrokatstoff.
Als Bezeichnung für den Thronhimmel ist das Wort Baldachin im Deutschen seit dem Jahr 1667 belegt.

## Tragbare Baldachine

### Herkunft im Orient
Orientalische Herrscher erschienen in früheren Zeiten als Zeichen der Würde unter einem von Dienern getragenen Baldachin. Diese Baldachine dienten einerseits als Sonnenschutz – sie waren damit Vorläufer moderner Sonnenschirme –, andererseits aber auch zur Betonung ihrer Würde. Als Geschenke gelangten Baldachine dann im frühen Mittelalter in das Abendland. Später wurden sie durch die Kreuzzüge und den Handel orientalischer Staaten mit Venedig in Europa weiter verbreitet.

### Baldachine bei kirchlichen Prozessionen
In der römisch-katholischen Kirche wird ein Baldachin, auch als „Himmel“ oder „Traghimmel“ bezeichnet, bei Sakramentsprozessionen so gehalten, dass er sich über dem Allerheiligsten befindet. Dies ist bereits seit dem 14. Jahrhundert üblich. Die Träger der Stangen des Himmels werden auch „Himmelträger“ genannt. Im Mittelalter wurde auch der Bischof bei einem feierlichen Empfang unter einem Baldachin geleitet, der Papst schritt an bestimmten Tagen unter einem Baldachin zum Altar. Er entstammt dem orientalischen Hofzeremoniell und bietet Schutz gegen ungünstige Witterung, aber war gleichzeitig ein Attribut der Herrschaft.
Ein zusammenklappbarer Schirm, der bei einem Versehgang über dem Priester gehalten wird, wird „Umbella“ (Umbraculum) genannt.

## Architektur und Bildhauerei
Baldachine treten auch als Elemente der Architektur auf, etwa als Überdachung eines Denkmals. In diesem Fall sind sie aus Stein gefertigt.
Eine auf Säulen ruhende Überdachung eines Altars wird als Baldachin bezeichnet oder genauer, insbesondere bei frühchristlichen Kirchen, als Ziborium. Für derartige Konstruktionen wurden außer Stein auch andere feste Materialien verwendet, wie Holz oder Metall. Das von dem Bildhauer Gian Lorenzo Bernini geschaffene Ziborium im Petersdom besteht fast vollständig aus Bronze, nur die Postamente der vier Säulen sind aus Marmor. Berninis Werk gilt als innovative Kombination aus Ziborium und Baldachin, da er die Überdachung des Altars auf Säulen (das Ziborium) mit dem für einen Baldachin typischen herabhängenden Tuch verzierte, das er jedoch samt den Quasten aus Bronze nachbildete.

## Möbelbau
Im weltlichen und privaten Bereich bürgert sich im Mittelalter der von der Decke hängende, in einen Rahmen gespannte textile Betthimmel ein. Der hölzerne Bettbaldachin der Renaissance ruht auf einem vierpfostigen Bettgestell (Säulenbett) und wird in der Regel nachts mit Vorhängen verschlossen. Häufig wurden auf Betthimmeln Geheimfächer angebracht, in denen das Ersparte auf die „Hohe Kante gelegt“ wurde.

## Chuppa
Die jüdische Hochzeit findet traditionell unter einem Stoffbaldachin, der sogenannten Chuppa, statt. Der Traubaldachin symbolisiert zum einen das Haus des neuen Ehemannes, zum anderen die Wirkstätte der Ehefrau. Der heute übliche Stoffbaldachin ist seit circa dem 16. Jahrhundert in Gebrauch. Der Begriff Chuppa ist so zum Synonym für die jüdische Hochzeit schlechthin geworden.

## Übertragene Wortbedeutungen

### Heraldik
In der Heraldik ist der sogenannte Purpurbaldachin Teil eines Vollwappens.

### Flugzeugbau
Bei Flugzeugen in Hochdecker- oder Doppeldecker-Bauweise wird das über dem Rumpf liegende Mittelstück der hochliegenden, oberen Tragfläche sowie das Konstruktionselement, das diese mit dem Rumpf verbindet, als Baldachin bezeichnet. Meist ist letzteres ein offenes Fachwerk aus Stielen und Streben, das die Rumpfoberseite mit dem oberen Tragflächenmittelstück verbindet. Oftmals dient der Baldachin zur Aufnahme eines Kraftstoffbehälters.

### Elektroinstallation

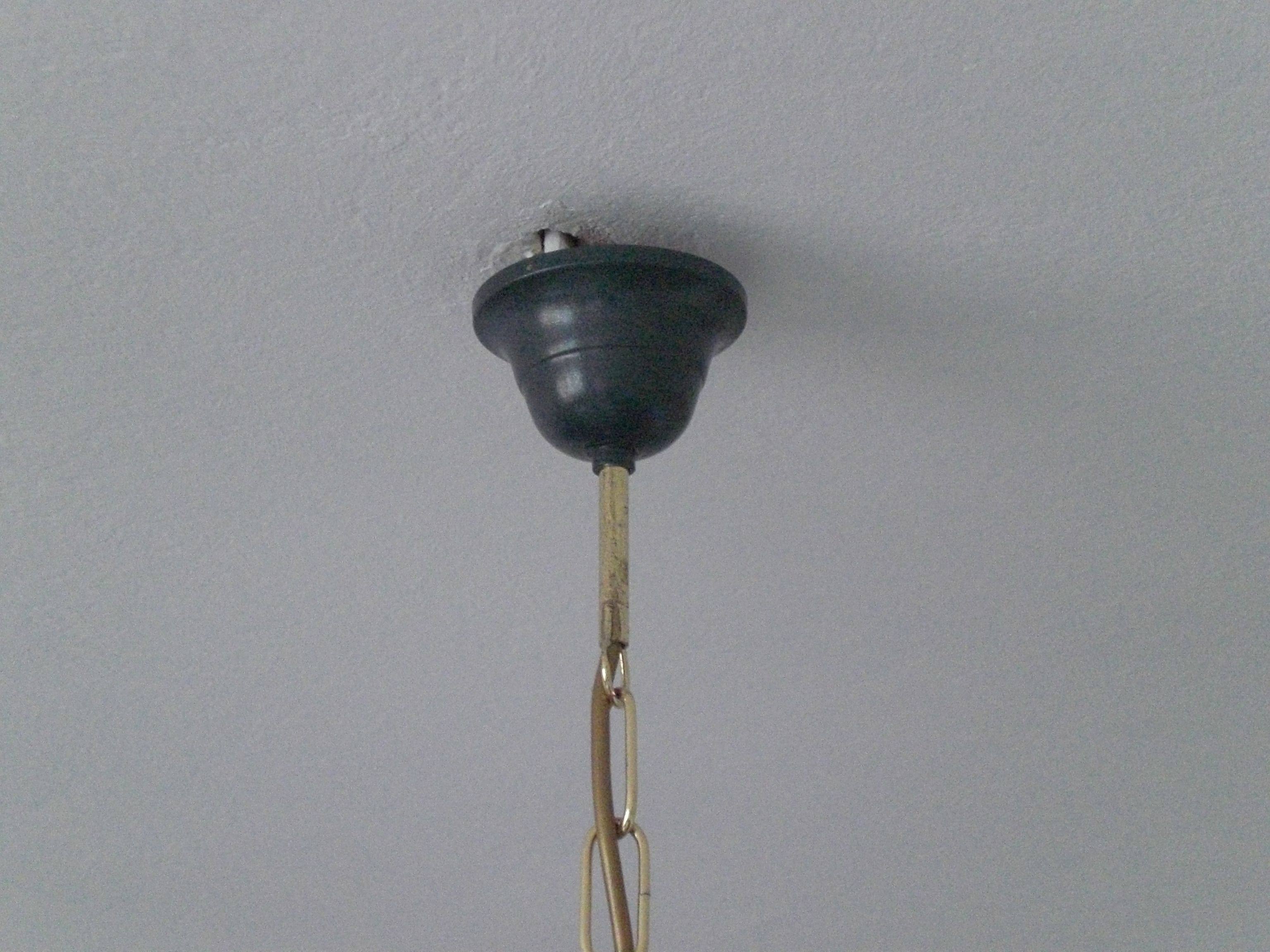
Baldachin eines Kronleuchters

Im Bereich der Elektroinstallation werden Verteilerdosen an der Decke für Pendel- oder Hängeleuchten ebenfalls Lampen-Baldachin genannt. Zumeist ist es ein Blech- oder Kunststoffhohlteil, das zur Kaschierung von elektrischen Anschlüssen dient. Der Baldachin verdeckt dabei den Deckenauslass für die Zuleitungskabel. Somit dient er neben dem sicherheitsrelevanten Schutz vor Berührungsspannung hauptsächlich der Ästhetik, indem er undekorative Leitungsverbindungen und Anschlussklemmen versteckt.

## Ähnliche Bedachungen
Auch Kinderwiegen, Stubenwagen, Babybetten, Kinderwagen und Hollywoodschaukeln haben oft ein himmelartiges Dach aus Stoff. Jedoch wird dieses normalerweise nicht als Baldachin bezeichnet, außer wenn es sich um eine besonders aufwendige, üppig ornamentierte, zeltartige Konstruktion handelt.
Im Außenbereich (Stadt-, Garten- und Parkmöblierung) haben temporäre Partyzelte ohne Seitenwände (sogenannte Garten- oder Partypavillons) den Charakter von Baldachinen.
In der Architektur sind Baldachine formal mit Flugdächern vergleichbar. Dies sind scheinbar schwebende Überdachungen, häufig auf Stützen. Als Flugdach werden jedoch eher größere, funktionelle Konstruktionen bezeichnet, während die Bezeichnung Baldachin bei kleineren, reich verzierten und symbolischen Prunkhimmeln verwendet wird.